# Honda RA099
El Honda RA099 fue un prototipo de monoplaza de Fórmula 1, encargado por Honda, diseñado por el exdiseñador de Ferrari y Tyrrell Harvey Postlethwaite y construido por Dallara en 1999. Su propósito era similar al que rodeaba al Toyota TF101 de 2001, en el sentido de que se suponía que era un coche de prueba en funcionamiento utilizado en preparación para un asalto a gran escala en los Grandes Premios en los años siguientes.

## Historia

### Honda Racing y proveedores de motores
Honda Racing había competido por última vez en la Fórmula 1 como constructor en la década de 1960, pero se retiró del deporte después de que el piloto Jo Schlesser muriera en uno de sus monoplazas en el Gran Premio de Francia de 1968 en Ruan. La compañía había vuelto a ingresar a la F1 en 1983 como proveedor de motores para el equipo Spirit antes de pasar a tener asociaciones extremadamente exitosas con Williams (1984-1987) y McLaren (1988-1992), así como asociaciones menos ilustres con Lotus (1987-1989) y Tyrrell (1991).
Después de dejar el deporte como proveedor de motores en 1992, la empresa trabajó con Mugen Motorsports para proporcionar motores de F1 para Lotus, Footwork, Prost (sucesor de Ligier) y Jordan, pero no participó directamente en la Fórmula 1. Durante este período también existió un proyecto no oficial de los ingenieros de Honda para desarrollar monoplazas utilizando motores de especificación anterior.

### Retorno propuesto
En 1998, Honda estaba considerando seriamente regresar al deporte como constructor y contrató al respetado diseñador Harvey Postlethwaite, sin trabajo desde la desaparición de Tyrrell ese mismo año, para diseñar un chasis. Así lo hizo, y el coche, construido por la empresa italiana y exconstructora de F1 por derecho propio Dallara, probó en Jerez a manos del piloto neerlandés Jos Verstappen con cierto éxito.
El proyecto parecía prometedor, con la máquina prototipo estableciendo tiempos competitivos en el mediocampo en pruebas junto con equipos de F1 mejor financiados y más establecidos. Sin embargo, el proyecto se abortó indefinidamente después de la muerte de Postlethwaite de un ataque al corazón en una de las pruebas de Jerez.

### Después
Honda volvió a suministrar motores en 2000 con los equipos BAR y Jordan, continuando con el primero con cierto éxito hasta mediados de la década. A medida que la asociación creció, la participación de Honda con BAR aumentó y, finalmente, a raíz de la prohibición de la publicidad del tabaco en la Fórmula 1, Honda compró el equipo BAR por completo y finalmente se convirtieron nuevamente en constructores hasta 2008. Honda se retiró del deporte al final de la temporada hasta que regresó como proveedor de motores en 2015.
De las seis unidades Dallara RA099, solo cuatro vieron un circuito de carreras. Actualmente solo se conoce el paradero de uno, y se trata de la versión 3 (RA099 3), la cual se encuentra en exhibición en el Salón de Colección de Honda en Twin Ring Motegi.